# Гірницьке професійно-технічне училище
Гірницьке професійно-технічне училище - навчальний заклад у місті Гірник Донецької області.

## Освітня діяльність
Гірницьке професійно-технічне училище здійснює професійну підготовку:
- Тракторист-машиніст сільськогосподарського виробництва категорії «А1, А2», «В1»»,
- Слюсар по ремонту сільськогосподарських машин та устаткування
- Водій автотранспортних засобів категорії «С»»
- Оператор комп’ютерного набору, обліковець з реєстрації бухгалтерських даних
- Конторський (офісний) службовець (бухгалтерія).

## Історія.
Гірницьке професійно-технічне училище організовано в 1954 році відповідно до наказу начальника Сталінського обласного управління трудових резервів як училище механізації сільського господарства № 4.
У 1964 року вищезазначене училище реформовано в Сільське професійно-технічне училище № 4. А вже в 1984 році  реорганізовано у Середнє професійно-технічне училище № 144 м. Гірник Донецької області.
Згідно з наказом Міністерства освіти і науки України від 31.01.2006  № 67 «Про перейменування професійно-технічних навчальних закладів Донецької області» Професійно-технічне училище № 144 м. Гірник було реорганізовано у ГІРНИЦЬКЕ ПРОФЕСІЙНО-ТЕХНІЧНЕ УЧИЛИЩЕ.
Головним завданням навчального закладу було підготувати кваліфіковані кадри для сільського господарства, а трохи згодом на базі училища ще почали готувати бухгалтерів та операторів комп’ютерного набору.
За час існування училища до наших часів біло підготовлено більш 20 тисяч кваліфікованих робітників. Серед них 2 Герої Соціалістичної праці, керівники підприємств та району, передовики сільського господарства, учасники бойових дій в Афганістані, учасники ліквідації аварії на Чорнобильській АЕС. Зараз в училищі навчається більш 200 учнів.

## Напрямки взаімодії навчального закладу
- Громадське виховання учнів.
- Соціальне партнерство.

### Громадянське виховання учнів.
Серед найбільш ефективних форм роботи в училищі, що сприяють формуванню громадянського самовизначення учнів, є: конкурси (Конкурс професійної майстерності), акції (Зустрічі з військовослужбовцями, Волонтерська допомога, Дні пам’яті), тематичні блоки («Шлях до незалежності», «Чисте училище – чиста Україна», «Толерантність»), вікторини («Історія моєї малої Батьківщини»), інтелектуальні ігри (брейн-ринги, Що? Де? Коли?, «Ерудит квартет»,  квести), виховні години («Конвенція ООН про права дитини», «Майбутнє України в наших руках», «Добрими справами славна людина», «Як зберегти здоров’я?», «Пам’ятай, що ти людина!»), участь у тематичних днях (День цивільного захисту, День вишиванки, День рідної мови, День Захисника України). Проведення відкритого виховного заходу «Навіки Слава України, Героям Слава На Віки!» до Дня Гідності та Свободи, Живий ланцюг єднання від Сходу до Заходу».
Серед методів формування активної громадянської позиції найбільш дієвими виявилися: інформаційні (бесіди «Як перейти на українську?», «Як громадяни можуть впливати на владу»; лекції «Біографія» української мови», «Які права і свободи людини гарантує Конституція України»); дискусійні (теми: «Свобода і відповідальність», «Минуле і сучасне України»), навчальні ігри («Ключі від форту «Право», «Вибори»), проектування (творчі презентації «Славні гетьмани України», «Голод 1932-33 років»). 
Застосування наведених форм та методів громадянського виховання покликане формувати в особистості когнітивні, нормативні та поведінкові норми, що включають в себе вироблення умінь міркувати, аналізувати, ставити питання, шукати власні відповіді, критично розглядати проблему з усіх боків; робити власні висновки, брати участь у громадському житті, набувати умінь та навичок адаптації до нових суспільних відносин адекватної орієнтації; захищати свої інтереси. поважати інтереси і права інших, самореалізуватися тощо.

### Соціальне партнерство.

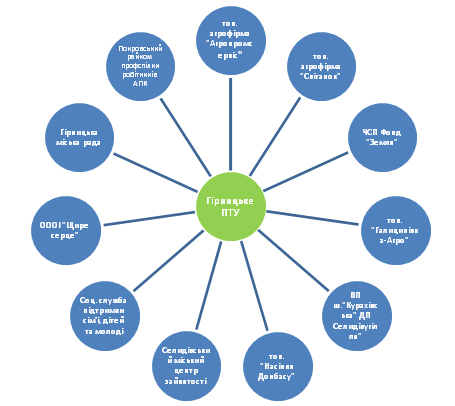
схема соціального партнерства

Соціальними партнерами Гірницького професійно-технічного училища є працівники державних підприємств, представники малого і середнього бізнесу, приватні підприємства, міський центр зайнятості.
Досвід роботи Гірницького професійно-технічного училища щодо створення простору соціального партнерства з замовниками та роботодавцями  активну громадську позицію, авторитет та працює в умовах сталого розвитку та інноваційних змін у суспільстві. Для досягнення цієї мети розроблені та успішно реалізуються заходи по залученню соціальних партнерів
Існує певна практика партнерства між працівниками (представниками працівників), роботодавцями (представниками роботодавців), органами державної влади, органами місцевого самоврядування, профспілками та об'єднання підприємців, яка спрямована на забезпечення узгодження інтересів працівників і роботодавців з питань регулювання трудових відносин і інших безпосередньо пов'язаних з ними відносин.